# Silvan Kriz
Silvan Marco Kriz (* 24. Mai 2000 in Uster) ist ein österreichisch-schweizerischer Fußballspieler.

## Karriere
Kriz begann seine Karriere beim FC Zürich. Bei Zürich stand er im Mai 2017 auch einmal im Kader der Reserve, für die er jedoch nie zum Einsatz kommen sollte. Zur Saison 2018/19 wechselte er in die Reserve des FC Winterthur. Für Winterthurs U-21 kam er in der Saison 2018/19 zu 15 Einsätzen in der 1. Liga. In der Saison 2019/20 kam er bis zum COVID-bedingten Saisonabbruch zu zwölf Viertligaeinsätzen. Im Juni 2020 debütierte er dann gegen den FC Wil für die Profis von Winterthur in der Challenge League. Für die Profis kam er bis zum Ende der Saison 2019/20 fünfmal zum Einsatz. Zur Saison 2020/21 wurde er dann festes Mitglied des Profikaders und kam zu 18 Einsätzen in der zweithöchsten Schweizer Spielklasse. In der Saison 2021/22 kam er siebenmal zum Einsatz, mit Winterthur stieg er zu Saisonende in die Super League auf.
Nach dem Aufstieg wechselte Kriz zur Saison 2022/23 allerdings zum österreichischen Zweitligisten FC Dornbirn 1913, bei dem er einen bis Juni 2023 laufenden Vertrag erhielt. Für Dornbirn kam er insgesamt zu zehn Einsätzen in der 2. Liga. Im März 2023 löste er dann aber seinen Vertrag auf, um seine Profikarriere zu beenden und in die Privatwirtschaft zu wechseln.
Zur Saison 2023/24 wechselte er dann zurück in die Schweiz zum viertklassigen FC Tuggen.